# 三(羧乙基)膦
三(羧乙基)膦（英語：tris(2-carboxyethyl)phosphine，缩写TCEP）是一种有机化合物，化学式为C9H15O6P。它是一种还原剂，可以破坏有机二硫化物中的二硫键。
它是无色液体，可溶于水，其盐酸盐是已知的。